# Robert Kotzian
Robert Kotzian (* 6. srpna 1974 Zlín) je český politik, který od roku 2017 vyměnil tři politická hnutí nebo strany (ODS, lokální Brno Plus a Trikolóru), bývalý podnikatel a programátor-analytik, v letech 2002 až 2006 a opět 2010 až 2014 zastupitel města Brna (v letech 2010 až 2014 též první náměstek primátora), v letech 2006 až 2010 starosta a v letech 2010 až 2014 radní městské části Brno-Bohunice, bývalý člen ODS. V roce 2018 založil hnutí Brno Plus, kterému dvakrát předsedal (do jara 2019, kdy akceptoval nabídku Václava Klause ml. na angažmá v Trikolóře, a od podzimu 2021 až do jeho zrušení závěrem roku 2022). Od konce roku 2022 není členem žádné politické strany ani hnutí.

## Život
V letech 1988 až 1992 navštěvoval Střední průmyslovou školu elektrotechnickou v Brně a následně v letech 1992 až 1997 studoval civilní studium na Vojenské akademii v Brně (dnes Univerzita obrany), obor informatika. Na téže vysoké škole vystudoval v letech 1997 až 2003 také doktorský stupeň, obor kybernetika. Vzdělání si pak ještě rozšířil studiem oboru právo v letech 2009 až 2014 na Právnické fakultě Masarykovy univerzity.
V letech 2000 až 2004 pracoval jako programátor-analytik v soukromé společnosti a v letech 2004 až 2006 byl asistentem europoslance Petra Duchoně (ODS). Mezi roky 2002 a 2012 soukromě podnikal.
V roce 2021 vydal knihu Politické neziskovky... a jejich boj proti západní civilizaci.
V současnosti pracuje jako vedoucí Oddělení právních věcí Fakultní nemocnice Brno.
Robert Kotzian žije v Brně, konkrétně v části Bohunice. Je ženatý.

## Účast ve spolcích
Ještě při studiu (1993 až 2001) působil jako vedoucí dětského kroužku elektroniky, v letech 1998 až 2000 byl předsedou radioklubu mládeže OK2KUB [zdroj⁠?!]. Dále se angažoval jako zakladatel a předseda spolku „Občanský konzervativní klub” (od 2005) a člen spolku "Mladá občanská platforma" (od 2008). V letech 2003 až 2007 byl členem dozorčí rady akciové společnosti Brněnské komunikace a v roce 2013 pak členem představenstva akciové společnosti Technické sítě Brno. V letech 2008 až 2014 byl jednatelem a společníkem (s majetkovou účastí 100 %) ve firmě Comm Partners. Od února 2016 je členem správní rady subjektu ÚSTAV K 2001.
V letech 1998 až 2008 byl členem spolku Mladí konzervativci (v letech 2002 až 2005 předsedal Klubu Brno).

## Politická kariéra
V roce 1997 vstoupil do ODS, V ODS také zastával pozici předsedy Místního sdružení ODS Brno-Bohunice (2006 až 2014), místopředsedy Oblastní rady ODS Brno-město (2009 až ?) a místopředsedy Regionální rady ODS Jihomoravského kraje (2010 až 2012).
V komunálních volbách v roce 1998 kandidoval za ODS do zastupitelstva městské části Brno-Bohunice, ale neuspěl. Zastupitelem městské části byl zvolen až ve volbách v roce 2002. Ve volbách v roce 2006 mandát zastupitele obhájil z pozice lídra kandidátky a na konci října 2006 se stal starostou Městské části Brno-Bohunice. Také ve volbách v roce 2010 obhájil post zastupitele městské části a v listopadu 2010 se stal na další čtyři roky radním městské části. Obhajoba mandátu zastupitele se mu podařila také ve volbách v roce 2014, skončil však v pozici radního a stal se opozičním zastupitelem.
V komunálních volbách v roce 2002 byl za ODS zvolen také zastupitelem města Brna. Mezi roky 2002 a 2006 pak působil jako předseda Komise informatiky a člen Komise bezpečnosti a veřejného pořádku, později jako člen Komise organizační a Komise dopravy. Ve volbách v roce 2006 nekandidoval. Znovu byl zvolen zastupitelem města Brna až ve volbách v roce 2010, a to z pozice lídra kandidátky ODS. Dne 11. listopadu 2010 byl zvolen 1. náměstkem primátora města Brna Romana Onderky, a to pro oblast technickou. Ve volbách v roce 2014 se však vůbec nedostal na kandidátku a skončil tak ve funkci náměstka primátora i zastupitele města.
Za ODS také třikrát kandidoval v Jihomoravském kraji do Poslanecké sněmovny PČR, a to ve volbách v letech 2002, 2006 a 2013, ale ani jednou neuspěl.
V říjnu 2017 vystoupil z ODS a oznámil, že zakládá hnutí Brno Plus. Hnutí nese stejný název jako spolek, který v roce 2014 založil a jemuž předsedá. Spolek se soustřeďuje na kritiku dopravy nebo územního plánu a v roce 2016 byl hlavním odpůrcem referenda o poloze hlavního nádraží v Brně. V roce 2018 se stal také prvním předsedou hnutí Brno Plus.
V komunálních volbách v roce 2018 do zastupitelstva města Brna byl lídrem kandidátky hnutí Brno Plus a tudíž i kandidátem hnutí na post primátora města. Hnutí Brno Plus se však do zastupitelstva nedostalo. Nicméně obhájil mandát zastupitele městské části Brno-Bohunice, když z pozice člena hnutí Brno Plus vedl kandidátku subjektu "Brno Plus a nezávislí kandidáti".
V červnu 2019 začal spolupracovat s hnutím Trikolóra. V říjnu 2021 však Trikolóru opustil a vrátil se zpět do hnutí Brno Plus. Napsal knihu "Politické neziskovky a jejich boj proti západní civilizaci", která v září 2021 vyšla v nakladatelství LEDA.
V komunálních volbách v roce 2022 byl z pozice člena hnutí Brno Plus lídrem uskupení „Brno Plus a Svobodní“ do Zastupitelstva města Brna a tudíž i kandidátem této formace na post primátora města, jeho uskupení ale získalo jen 1,64 % hlasů a do zastupitelstva se nedostalo. Zároveň byl i lídrem samostatné kandidátky Brno Plus do Zastupitelstva městské části Brno-Bohunice. Kandidátka získala 7,22 % hlasů a Kotzian se stal jejím jediným zvoleným zastupitelem.
Ve volbách do Evropského parlamentu v červnu 2024 kandidoval jako nestraník na 28. místě kandidátky Svobodných. Strana však získala pouze 1,76 % hlasů, a zvolen tak nebyl.